# Constitución portuguesa de 1826
La Carta Constitucional de la Monarquía Portuguesa de 1826 fue la segunda constitución de Portugal. Se le dio el nombre de Carta Constitucional porque fue otorgada por el rey Pedro IV y no fue redactada ni votada por las Cortes electas por la nación, tal y como había sucedido con la Constitución Portuguesa de 1822. Estuvo en vigor durante tres periodos.
- Desde abril de 1826 (se otorga la carta) hasta mayo de 1828 (Miguel I es aclamado rey absolutista).
- Desde agosto de 1834 (D. Miguel es expulsado de Portugal y se restaura la Monarquía Constitucional) a septiembre de 1836 (Revolución Septembrista con la restauración provisional de la Constitución de 1822).
- Enero de 1842 (golpe de Estado de Costa Cabral) a octubre de 1910 (Proclamación de la República).

Esta ha sido la Constitución portuguesa que más tiempo ha estado en vigor, 72 años, habiendo sufrido 4 revisiones designadas en Artículos adicionales.

## Antecedentes
Durante el corto reinado de ocho días de Pedro IV (26 de abril al 2 de mayo de 1826), el emperador brasileño tomó dos medidas de gran alcance político: La otorgacion de una nueva Constitución (el 26 de abril de 1826), mucho menos radical que la Constitución Portuguesa de 1822, elaborada por los representantes de la Nación e impuesta al rey, manteniendo los principios fundamentales del Liberalismo (procurando de esa forma eliminar las diferencias entre liberales y absolutistas), y la decisión de abdicar de sus derechos al trono en su hija Maria (el día 2 de mayo, último de su reinado).
La regencia portuguesa, confiada desde la muerte de Juán VI a la hermana del rey Isabel María, se encargó de proceder a la elección de Cortes, que de inmediato juraron el nuevo texto constitucional.

## Influencias y objetivos
Las influencias proceden de la Constitución Brasileña de 1824, la Carta otorgada francesa de 1814 y naturalmente de la Constitución Portuguesa de 1822.
Con todo la carta era mucho más moderada que la Constitución que la precedió, pues Pedro IV consideraba el excesivo radicalismo del texto de 1822 como un mal que contribuía a fragmentar la sociedad portuguesa. Así, por su naturaleza moderada, la carta representaba un compromiso entre los Liberales defensores de la Constitución de 1822 y los absolutistas partidarios del retorno a un régimen autocrático. El objetivo era evidentemente lograr la unión de todos los portugueses.
Esta medida de D. Pedro no tuvo el efecto deseado, y en vez de unir, apenas contribuyó para dividir a liberales y absolutistas, y más tarde con el triunfo definitivo del liberalismo, contribuyó a dividir entre los defensores de la constitución de 1822 y los de la carta de 1826.
Organizada en 145 artículos agrupados en 8 títulos, la Carta Constitucional tenía por princípios básicos los siguientes:
- La soberanía pasaba a residir en el Rey y la Nación.
- El Rey pasaba a detentar la supremacía política.
- se garantizaba la existencia de una nobleza hereditaria con todas sus regalías y privilegios.
- Se preservaba el princípio de separación de poderes.
- Los derechos y deberes individuales de los ciudadanos, en lo tocante a la libertad, seguridad personal, derecho a la propiedad, consagrados en la Constitución de 1822 permanecen inalterados. Sin embargo quedaron relegados al final del documento.
- Se mantenía la forma de gobierno (monarquía constitucional hereditaria).
- la religión oficial del estado era la religión Católica. No se reconocía la libertad religiosa.

La carta reconocía la existencia de cuatro poderes políticos: el legislativo, el ejecutivo el moderador y el judicial.
- El poder legislativo residía en las Cortes, siendo sus medidas sancionadas por el Rey. Las Cortes tenían un carácter bicameral, estando formadas por la Cámara de Diputados (con carácter electivo y censal) y por la Cámara de los Pares (compuesta por miembros vitalicios y hereditarios, designados por el Rey de entre la nobleza y el clero, incluida la presencia del príncipe heredero y los infantes, y sin número fijo). Las sesiones de las Cortes podían ahora ser convocadas, aplazadas o suspendidas por el Rey, y también podía aceptar o vetar las decisiones tomadas en ellas.

- El Poder Ejecutivo estaba en manos del Rey, siendo ejercido conjuntamente con los Ministros de Estado, responsables directos de los actos del Gobierno. El Consejo de Estado, que apoyaba al Rey en los asuntos graves, era, al contrario de lo que ocurría con la Constitución de 1822, por nombramiento real.

- Poder Moderador era de exclusiva competencia del Rey, como Jefe Supremo de la Nación, para que velase por la independencia de la misma, bien como equilibrio y armonía entre los demás poderes. Como detentor de este poder, competía al rey la convocación de las Cortes, el nombramiento de los Pares del Reino, la disolución de la Cámara de los Diputados, nombramiento y destitución del Gobierno, la suspensión de magistrados, la concesión de anmistias y perdones y el veto definitivo sobre decisiones emanadas de las Cortes.

- El Poder Judicial competía a los jurados y jueces, que ejercían en los Tribunales.

El sufragio era indirecto y censitario. Los electores elegiían en asambleas parroquiales los electores de provincia, estos a su vez elegían a los representantes de la nación, pudiendo ser elegidos aquellos que tuviesen un cierto nivel de riqueza (100.000 reis para los electores, 400.000 para los diputados. La primera revisión constitucional (Acto Adicional de 1852), estableció la elección directa de los diputados, pero mantuvo el sufragio censitario, con los mismos valores de renta.